# Дамир Скомина
Дамир Скомина (на словенски: Damir Skomina) е словенски футболен съдия, международен рефер от ранглистата на УЕФА.
Дебютира като международен съдия на 30 април 2003 г., когато свири мача между отборите на Унгария и Люксембург.
Скомина ръководи финала „Ливърпул“ – „Тотнъм“ от Шампионската лига на УЕФА през 2019 г. Отсъжда наказателен удар (дузпа) още в 22-та секунда от мача.
Международната федерация по футболна история и статистика (IFFHS) обявява Скомина за най-добър футболен рефер при мъжете в света през 2019 г. Словенецът е 19-ият арбитър, който получава тази награда от въвеждането ѝ през 1987 г.